# Veliko Trnjane
Veliko Trnjane (cyr. Велико Трњане) – wieś w Serbii, w okręgu jablanickim, w mieście Leskovac. W 2011 roku liczyła 916 mieszkańców.